# Daramus macrops
Daramus macrops là một loài bọ cánh cứng trong họ Cerambycidae.